# Centro de Investigaciones Nucleares
El Centro de Investigaciones Nucleares (CIN) de Uruguay es una institución destinada a la investigación y la educación en ciencias nucleares. Fundado en 1966, el CIN se estableció como un instituto multidisciplinario a través de un convenio entre la Universidad de la República y la Comisión Nacional de Energía Atómica (CNEA). Desde su creación, ha desempeñado un papel fundamental en la formación de recursos humanos y en la realización de investigaciones tanto básicas como aplicadas en diversas disciplinas, incluyendo biomedicina y tecnología nuclear. Al crearse la Facultad de Ciencias en 1990, el Consejo Directivo Central de la UdelaR decidió la incorporación del CIN como instituto de la misma.

## Actividades
Los objetivos del CIN son:
- Realizar investigación básica y aplicada.
- Ofrecer docencia a nivel de cursos curriculares y de posgrado.
- Formar recursos humanos mediante pasantías, maestrías y doctorados.
- Proporcionar extensión y servicios a la comunidad.

El centro cuenta con aproximadamente 50 empleados, de los cuales más del 54% son posgraduados en áreas como Química, Biología o Biotecnología. Además, alberga a estudiantes en diversas etapas de su formación académica.

## Investigación
El CIN cubre principalmente las áreas de investigación en biomedicina, incluyendo el desarrollo de agentes para terapia y diagnóstico, en el manejo de desechos radiactivos y protección ambiental a potenciales accidentes con fuentes radiactivas y en proyectos relacionados con el desarrollo de biosensores y estudios virológicos.
También es el único centro en Uruguay que opera bajo el régimen de salvaguardias del Organismo Internacional de Energía Atómica (OIEA), lo que subraya su compromiso con la seguridad y la responsabilidad en el uso de materiales radiactivos.

## Infraestructura
El CIN está ubicado en Montevideo, cerca de la Facultad de Ciencias. Aunque anteriormente contaba con un reactor nuclear para investigación, este fue desmantelado en 1985 debido a problemas estructurales. Desde entonces, el centro ha continuado su labor educativa e investigativa sin este equipo.

### Antiguo reactor nuclear
En 1964, en la convención "Átomos para la Paz", Uruguay adquirió un pequeño reactor nuclear de 10 kW que posteriormente se instaló en el CIN y fue puesto en marcha recién en el año 1978. Su objetivo era formar recursos humanos en el manejo de reactores nucleares. El reactor se utilizó en los años 70 y 80 para que los técnicos uruguayos ganaran experiencia y verificaran las estrictas medidas de seguridad supervisadas anualmente por el Organismo Internacional de Energía Atómica (OIEA).
El reactor utilizaba aproximadamente tres kilos de uranio enriquecido al 20%, y de 10 a 15 kilos de combustible nuclear. También era problemático el manejo del material irradiado y contaminado que debía ser almacenado. Sin embargo, hubo complicaciones, como los costos de seguridad para el CIN y la vigilancia constante del material radioactivo. Además, hubo problemas con los vecinos de Malvín Norte, donde está ubicado el CIN. Un incidente notable involucró a unas ovejas utilizadas en investigaciones que fueron robadas y comidas.
El reactor se deterioró (oxidándose) y dejó de ser utilizado en 1985, pero el problema del manejo del material radioactivo persistió. En 1998, Estados Unidos ofreció retirar el reactor y el material radioactivo, lo cual se hizo en secreto durante la madrugada debido a preocupaciones de seguridad, principalmente los estadounidenses temían el diseminado de uranio enriquecido que posteriormente pudiera caer en manos de terroristas. Intentos de crear un centro de investigación nuclear en 1986 y una planta en Paso de los Toros en 1991 no se concretaron por falta de presupuesto y seriedad.

## Educación
El CIN también participa activamente en programas académicos relacionados con licenciaturas en biología, bioquímica, geología, recursos naturales, biología humana y física.Además de formación técnica especializada en radioisótopos.